# Aluminat
Aluminat är salter av bauxit och baser.
Exempel på aluminat är ädelstenarna spinell och krysoberyll.
Natriumaluminat används vid tillverkning av mjölkglas.

## Källa[1]
1. ↑  Per Teodor Cleve: Kemiskt handlexikon, Gebers, Stockholm, 1883